# Chaillevois
Chaillevois es una comuna francesa, situada en el departamento de Aisne, de la región de Alta Francia.

## Demografía
| 121 | 149 | 160 | 155 | 174 | 175 | 182 | 178 |
| Para los censos de 1962 a 1999 la población legal corresponde a la población sin duplicidades (Fuente: INSEE [Consultar]) |     |     |     |     |     |     |     |